# Jurga Ivanauskaitė
Jurga Ivanauskaitė (Vilnius, 14 novembre 1961 – Vilnius, 17 febbraio 2007) è stata una scrittrice lituana.
È stata probabilmente l'autrice più nota ed apprezzata del suo paese.
Fece studi artistici, laureandosi in arte nel 1985 e nello stesso anno pubblicò anche la sua prima opera, The Year of the Lilies of the Valley, una raccolta di racconti brevi che fu anche il suo maggiore successo. Nel prosieguo della sua carriera ha, inoltre, pubblicato sei romanzi, numerosi libri per bambini e vari saggi.
Tradotta in varie lingue (inglese, lettone, estone, polacco, russo, tedesco, sloveno, croato, ceco, svedese e italiano), nel 1994 durante un viaggio in India ha approfondito i suoi studi sul buddhismo iniziando a scrivere testi New Age.
Nel 1998, dopo una spedizione in Cina e Tibet, diede alle stampe la raccolta fotografica Tibet – a Different Reality. Nel 2003 uscì il suo ultimo libro, Placebo, ma si suppone che nei giorni precedenti alla morte stesse lavorando per un'altra stesura.
È scomparsa a 45 anni per un sarcoma.

## Opere tradotte in italiano
- La strega e la pioggia (titolo originaleː Ragana ir lietus, 1993). Novi Ligure, Edizioni Joker, 2013 (traduzione di Pietro Umberto Dini).

## Premi e riconoscimenti
- 1986 Premio A. Jonyno dell'Associazione dei ciechi;
- 2003 Nominata dalla fondazione C. Sugihara con il titolo di Tolleranza dell'anno 2002, “Diplomatici per la vita”, insignita del diploma della fondazione;
- 2003 Gedimino Ordinas, Croce Militare onorificenza della Repubblica di Lituania per la cultura;
- 2005 Premio nazionale della Cultura e Arte della Repubblica di Lituania;
- 2005 Stella d'oro e diploma di Autore dell'Anno LATGA-A;
- 2005 Premio “Nemuno katinas” del settimanale culturale Nemunas per l'almanacco Poezijos pavasaris (La primavera della poesia);
- 2005 Premio per il miglior libro dell'anno 2005,  il romanzo Miegančių drugelių tvirtovė ( La fortezza delle farfalle dormienti);
- 2006 Insignita del diploma e della medaglia d'oro (WIPO). Stella d'oro e diploma di Autore dell'Anno LATGA-A;
- 2007 Donna dell'anno, rivista Moteris (Donna).